# 604 Tekmessa
A 604 Tekmessa egy a Naprendszer kisbolygói közül, amit Joel Hastings Metcalf fedezett fel 1906. február 16-án.